# Archäologisches Museum Theben

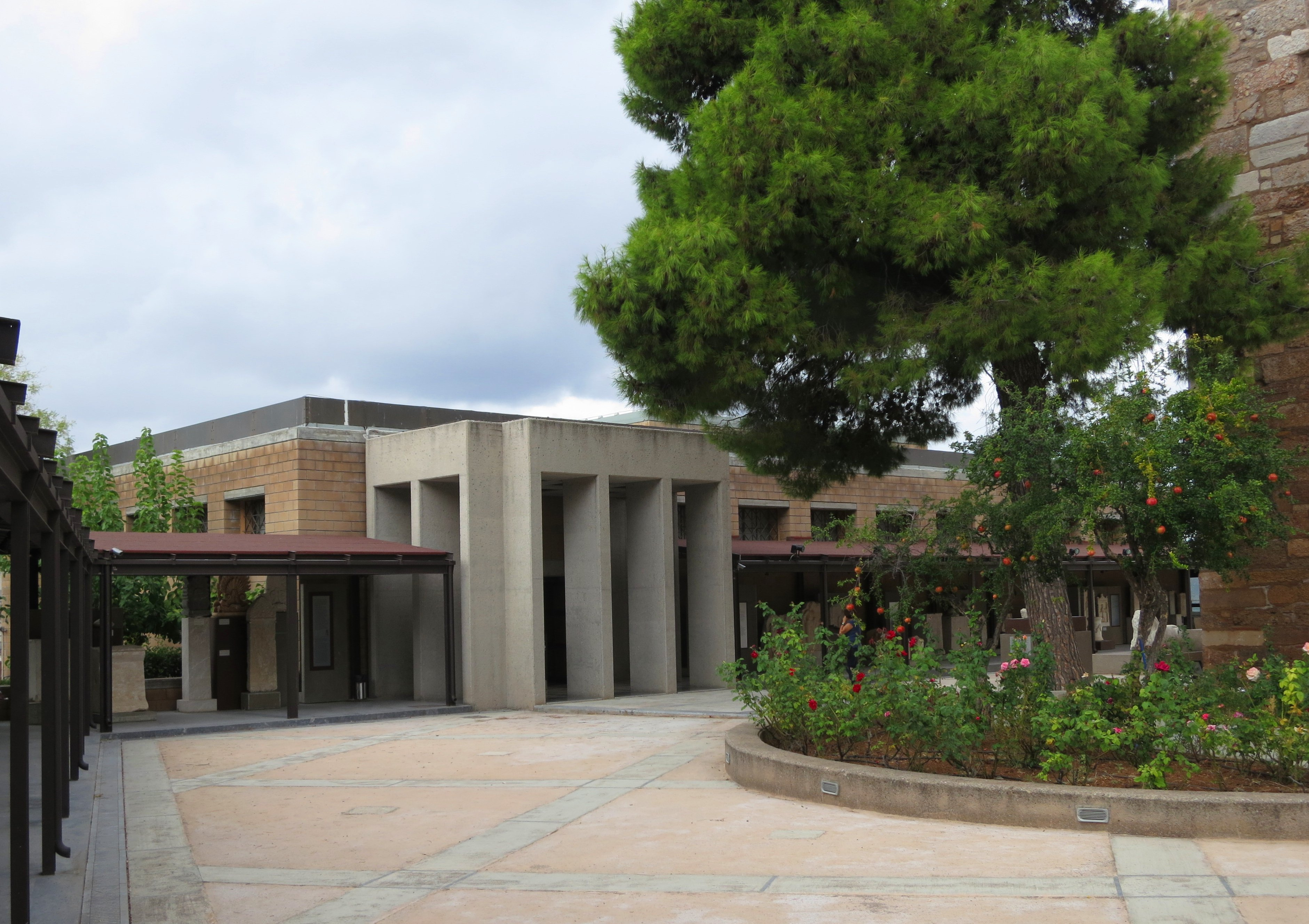
Archäologisches Museum Theben, Eingang

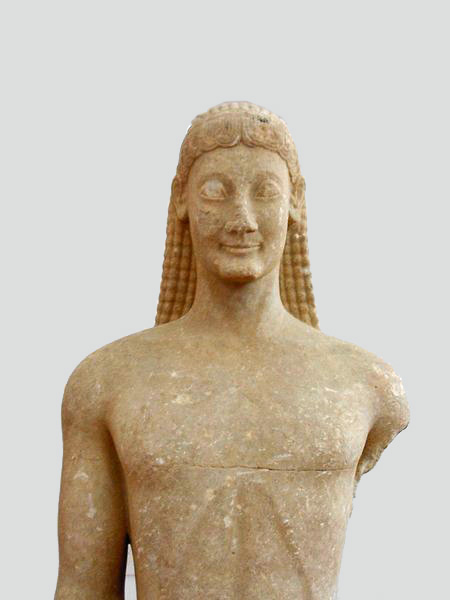
Kouros im Archäologischen Museum Theben

Das Archäologische Museum Theben (griechisch Αρχαιολογικό Μουσείο Θηβών Archeologikó Mousío Thivón) befindet sich am Ende der Odos Pindarou im Norden von Theben (Thiva) in Griechenland.
Das erste Gebäude entstand in mehreren Phasen von 1905 bis 1912. 1962 wurde das alte durch ein neues, größeres ersetzt. 2007 schließlich wurde das heutige Museum eröffnet, in welchem das zweite Gebäude integriert ist. Die Fläche wurde deutlich vergrößert und die Ausstellung wurde überarbeitet. Im Jahr 2015 waren die Arbeiten an der Ausstellung im Museum in seinem heutigen Zustand abgeschlossen. Sie zählt nunmehr zu den bedeutenden Ausstellungen in Griechenland.
Das Museum besteht aus vier großen Ausstellungsräumen. Die Exponate reichen von der prähistorischen bis in die byzantinische Zeit. Besonders interessant sind drei im Heiligtum des Apollon in Ptoion gefundene Kouroi, bemalte Grabstelen aus Theben und Tanagra, außerdem Funde der letzten Ausgrabungen des Palastes, darunter Linear-B-Täfelchen und 42 zumeist mesopotamische und zyprische Rollsiegel aus dem 15.–13. Jahrhundert v. Chr., zum Großteil aus Lapislazuli.
Im Hof des Museums befindet sich ein mittelalterlicher Turm, vermutlich Teil des fränkischen Palastes, der von Nikolaus II. von Saint-Omer erbaut wurde, im 13. Jahrhundert Herr über eine Hälfte Thebens.